# Michel Louis Bergey
Michel Louis Bergey est un homme politique français né le 16 octobre 1751 et décédé le 23 mai 1811 à Tours.

## Biographie
Fils de Michel Bergey et de Marguerite Repoux, il est né à Saint-Domingue. Il épouse Louise Barlatier vers 1772 : le couple a trois enfants, Catherine Bergey (épouse René Marteau), François Louis Bergey (ép. Marie Suzanne Guimbaud) et Louise Adélaïde Bergey (épouse André François René Decosne, contrôleur des contributions).
Il réside en Touraine au début de la Révolution : il est appelé "L'Américain". En 1795, il est agent national de la commune de Saint-Paterne-Racan. Conseiller de préfecture à Tours, il est député d'Indre-et-Loire de 1802 à 1806.
À son décès, il est inspecteur des contributions directes.